# Husseglare
Husseglare (Apus nipalensis) är en asiatisk fågel i familjen seglare, nära släkt med stubbstjärtseglaren som den tidigare behandlades som underart till. Den förekommer i stora delar av södra och sydöstra Asien, från Nepal österut till Taiwan och söderut till Indonesien. Arten ökar i antal och beståndet anses livskraftigt.

## Kännetecken

### Utseende
Husseglaren är en liten (14–15 cm) seglare, mycket lik den afrikanska och sydasiatiska stubbstjärtseglaren med kort stjärt och mörk dräkt men vit övergump och strupfläck. De skiljs åt framför allt genom att husseglaren har längre och mer kluven stjärt samt smalare vitt band på övergumpen. Ovansidan och buken är brunsvart med viss grönblå glans, medan ansikte, hjässa och bröst är ljusare brungrå, ljusast på panna, tygel och mustaschstreck.

### Läten
Husseglaren är en ljudlig art med läten i princip identiska med stubbstjärtseglarens: en högljudd och snabb, kvittrande drill som accelererar mot slutet. Fågeln hörs oftast från stora flockar nära häckningskolonierna i skymningen strax innan den tar nattkvist.

## Utbredning och systematik
Husseglaren delas in i fyra underarter med följande utbredning:
- Apus nipalensis nipalensis: Nepal, sydöstra Kina, Myanmar, Thailand, Indokina, Filippinerna.
- Apus nipalensis subfurcatus: Malackahalvön till Borneo, Sumatra och intilliggande öar.
- Apus nipalensis furcatus: Java och Bali.
- Apus nipalensis kuntzi: Taiwan.

Fågeln förekommer även på Sulawesi och i Små Sundaöarna med okänd underart, dock troligen furcatus eller subfurcatus. Ett fynd har gjorts i Kanada när en död fågel påträffades i Ladner, British Columbia i maj 2012.

## Levnadssätt
Husseglare hittas som namnet avslöjar vanligast bland bebyggelse. Den ses dock födosöka i en rad olika miljöer, ofta högt upp i luften, från låglänta områden till 2 100 meters höjd i Nepal. En studie visar att födan huvudsakligen består av steklar.

## Status och hot
Arten har ett stort utbredningsområde och en stor population, och tros öka i antal. Utifrån dessa kriterier kategoriserar internationella naturvårdsunionen IUCN arten som livskraftig (LC). Världspopulationen har inte uppskattats men den beskrivs som mycket vanlig i hela utbredningsområdet.